# Pycnophyllum macropetalum
Pycnophyllum macropetalum är en nejlikväxtart som beskrevs av Johannes Mattfeld. Pycnophyllum macropetalum ingår i släktet Pycnophyllum och familjen nejlikväxter. Inga underarter finns listade i Catalogue of Life.